# Ляпис Трубецкой
«Ля́пис Трубецко́й» — советская и белорусская панк-рок-группа, названная в честь комического героя романа Ильи Ильфа и Евгения Петрова «Двенадцать стульев», поэта-халтурщика Никифора Ляписа, который печатался под псевдонимом Трубецкой.
Лауреат премий RAMP, «Рок-коронация», «Чартова дюжина», «Степной волк», ZD Awards, Ultra-Music Awards.
17 марта 2014 года Сергей Михалок объявил о роспуске группы, и 31 августа группа прекратила свою деятельность и распалась на два коллектива: Brutto и Trubetskoy.
Группа возобновила деятельность в 2022 году на фоне вторжения России на Украину.

## История
С начала своего создания группа играла в жанре рок. Широкую известность получила в конце 1990-х годов, когда в репертуаре «Ляписа Трубецкого» присутствовали незамысловатые ироничные поп-композиции и пародийный шансон. В последующем концепция творчества лидера коллектива Сергея Михалка претерпела изменения, и, начиная с альбома «Капитал» 2007 года, вместе с возвращением рок-направления в музыке в текстах композициий стали появляться элементы с политической и социальной проблематикой.

### 1989—1999
Группа образовалась в сентябре 1989 года и дала свой первый концерт на фестивале «Тры колеры» в Минске. Лидером с самого начала стал студент Белорусского института культуры Сергей Михалок. Другими участниками первого состава коллектива были бас-гитарист Дмитрий Свиридович, гитарист Руслан Владыко и ударник Алексей Любавин.
Участники группы собирались вместе большей частью на концертах. Переход их к «реальному» произошёл после первого серьёзного выступления группы на «Фестивале музыкальных меньшинств» в Доме учителя в Минске. С тех пор музыканты стали регулярно собираться и репетировать.
Следующим этапом в истории «Ляписа Трубецкого» стала встреча с будущим директором коллектива Евгением Колмыковым в 1994 году. За первое же сольное выступление он предложил музыкантам гонорар — на пивном шоу в кафе «Время» в ДК Минского тракторного завода. Примерно в это время состоялся и первый тур группы по республике (на автобусе) в рамках «Next Stop New Life», в котором зрителям представлялась совместная с театром «Бамбуки» (руководитель — Сергей Михалок) рок-опера «Покорение космоса».
Затем в 1994 году группа «Ляпис Трубецкой» летом приняла участие в фестивале «КГ. Сердитый праздник», проходившем в минском Дворце спорта с участием российских групп «Чайф», «2ва Самолёта», «Чуфелла Марзуфелла» и других. Чуть позже музыканты оказались на придуманном художником Василием Почицким фестивале «Неизвестное кино Гагарина», где также выступали «Зартипо» и «Хламкин едет в Израиль». Успех концерта навёл на мысль о выпуске кассеты. В результате была сделана запись выступления в «Альтернативном театре» во время «Рок-абонемента», которая вышла под названием «Любови капец!» (не путать со сборником 1998 года). Первый тираж составил около 100 штук, из которых продано было только двадцать (позднее, на волне успеха альбома «Ранетое сердце», она была переиздана). В 1995 году каждый занимался своими делами: Евгений Колмыков работал в объединении «Клубный стиль», Сергей Михалок курировал клуб «Аддис Аббеба» и руководил театром «Бамбуки» (все актёры — мужчины, по аналогии с японским театром «кабуки»). К тому времени помимо Михалка в группу входили Руслан Владыко (гитара), Алексей Любавин (ударные) и Валерий Башков (бас).
Всё изменилось в 1996 году после концерта во Дворце шахмат и шашек. Именно там их заметил Евгений Кравцов из «Комплексбанка» и предложил сделать запись на студии «Меццо-форте». Группу усилили Егор Дрындин (труба), Виталий Дроздов (скрипка, вокал), Павел Кузюкович (валторна) и Александр Ролов (гитара). Результатом стал альбом «Ранетое сердце», официально представленный 21 июня 1996 года на рок-фестивале «Купалле з „Беларускай маладзёжнай“» в минском парке Горького. Хитом выступления стала не вошедшая в альбом песня «Лу-ка-шен-ко» на мотив мелодии из фильма «Приключения Буратино». В первый же день продаж все 200 привезённых с собой кассет были распроданы.
Во время состоявшейся 4 октября 1996 года в ДК Профсоюзов в Минске презентации новой программы группы «Смяротнае вяселле» зрителей в набитом до отказа зале было столько же, сколько и оставшихся на улице. Продажи «Ранетого сердца», по различным оценкам (кассеты издавали все кто угодно, и точной цифры никто не знает), составили от 20 до 30 тысяч экземпляров.
К концу 1996 года начали появляться признаки того, что среди большой армии завоёванных поклонников стало появляться всё больше тех, кто разочаровывался в «Ляписе», чему немало способствовала шумиха вокруг музыкантов. Сначала это было не так заметно, потому что поток новых поклонников продолжал перекрывать «отошедших» старых, но постепенно ситуация изменилась. Пресса из вселюбящей превратилась во всененавидящую, за исключением журнала «Уши», самое прямое отношение к которому имел Евгений Колмыков.
Тем не менее, апофеозом взлёта стала третья церемония вручения белорусских музыкальных наград «Рок-коронация-96». «Ляпису Трубецкому» досталось три награды при четырёх номинациях. «Лучший автор текстов года» (награда разделена с Касей Камоцкой из белорусской группы «Новае Неба»), «Альбом года» и «Лучшая группа года» (так называемая «Большая корона», что означало, что «Ляпис Трубецкой» теперь «рок-король»).
«Ляпис Трубецкой» исчезает на год. Создавалось (не только само по себе, но и прессой) впечатление, что Михалок исписался и группе конец. Не спас и выпуск «компенсационной» концертной записи с презентации программы «Смяротнае вяселле».
В 1996 году Василий Шугалей отвёз кассету группы в Москву, где она вызвала интерес у «Тон студии Союз» (филиал «Союза», который занимается подготовкой проектов для продажи другим фирмам). Записывается альбом «Ты кинула» с половиной старых и половиной новых песен, который в 1997 году «ложится на полку» ввиду того, что за «Ляписа Трубецкого» стали вести борьбу сразу несколько московских компаний. Вдобавок ко всему группа вела политику, не стремясь продаться кому попало, и программа выходит только в начале 1998 года. Во время его записи из коллектива уходят Олег Ладо и Виталий Дроздов. Первого сначала в качестве сессионного музыканта заменяет Валерий Башков (с ним записано несколько песен для «Ты кинула»), но чуть позже возвращается бас-гитарист первого состава Дмитрий Свиридович. На место Дроздова приходит второй вокалист Павел Булатников (бывший участник минского дуэта «Лицей»). В конце 1997 года режиссёрским тандемом «Bolek & Lolek» снимается первый в истории группы видеоклип — «Ау». Данный клип сделан из обработанных на компьютере «зенитовских» фотографий Ляписов, а также с применением пластилиновой анимации.
«Ты кинула» приносит группе успех в России и странах СНГ. Этому немало способствуют непрерывные гастроли музыкантов. Весной 1998 года «Ляпис Трубецкой» совершает первые за полтора года гастроли по Белоруссии, которые прошли с большим успехом. Значительно возросший уровень мастерства музыкантов, успех коллектива в России и новые песни реабилитировали «Ляписов» на родине. В конце 1998 года вышел альбом ремиксов песен группы «Ляписдэнс», к созданию которого сами музыканты не имеют никакого отношения, а в августе по инициативе «Союза» и Евгения Кравцова был выпущен сборник «архивных» записей группы «Любови капец: архивные записи». На радиостанциях России хитом становится записанная в 1996 году для «Ранетого сердца» версия песни Олега Кваши «Зеленоглазое такси», которая, в то же время, превращается в повод для скандала, поднятого автором песни в начале 1999 года.
Осенью 1998 года начинается подготовка материала для нового альбома, запись которого начинается в конце года. Диск Красота разноплановый по настроению и в музыкальном плане. Альбом выходит 12 мая, и музыканты снова начинают активную гастрольную деятельность, значительное место в котором занимает участие в неполитической части тура «Да!» в сентябре-октябре. Осенью начинается подготовка нового материала. Первая песня, «Виноградная лоза», записывается в Минске на студии «Меццо-форте» в сентябре и сводится во Франции английским продюсером Виктором Пендлбери.

### 2000-е
В январе 2000 года в Минске на студии Белорусского телевидения записывается новый альбом с рабочим названием Тяжкий. Пендлбери приезжает на вторую неделю записи, когда всё уже почти готово. Он остаётся доволен направлением работы и в результате непосредственно занимается лишь сведением материала. «Ляписы» подписывают контракт с ведущей российской рекорд-компанией Real Records, которая 15 мая того же года выпускает их новый альбом.
Тяжкий вызвал неоднозначную реакцию. Программные директора московских радиостанций неохотно брали в свой эфир песни с Тяжкого, MTV и ОРТ отказывались крутить клипы «Дружбан» и «По аллеям» (снятый с участием комик-труппы «Маски-шоу»). Зато Артемий Троицкий назвал Тяжкий «лучшим, что было издано в России в 2000 году».
Студия «Союз» переиздала принадлежащий ей альбом Красота под названием Всем девчонкам нравится…. В переиздание вошли три новые песни — «Любовь повернулась ко мне задом», «Крошка моя» (кавер-версия хита группы «Руки Вверх!») и «Виноградная лоза». В это же время выходит музыкальный фильм о группе «Всем девчонкам нравится…».
Клип на первый хит из грядущего альбома «Голуби» (релиз был запланирован на осень 2001 года) снял в Минске режиссёр Игорь Пашкевич. Ролик снимался в начале января на Минском велосипедном заводе. На протяжении двух ночей «Ляписы» изображали неких хулиганов-пролетариев, гоняющихся за красивыми девушками в перьях и блёстках. Клип был взят в эксклюзив MTV и в марте 2001 года стал самым ротируемым на этом канале видеороликом.

В этом же марте музыканты группы стали инициаторами создания творческого объединения «Дети Солнца». Цель объединения — пропагандировать весёлую позитивную музыку, независимо от того, кто её исполняет — признанные звёзды или талантливые новички. В целях продвижения этой идеи был создан одноимённый рекорд-лейбл «Дети Солнца», стилевые приоритеты которого — ска, регги, «цыганщина» и другая «солнечная музыка». К концу года вышло два сборника.

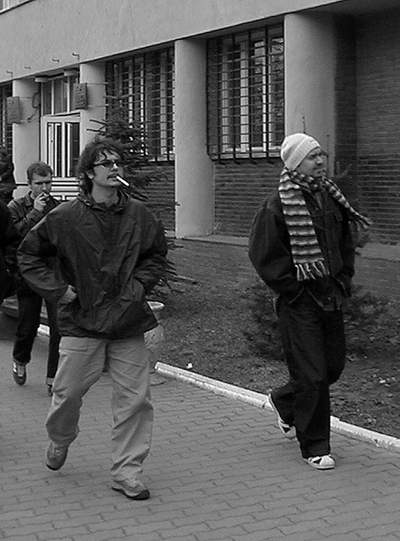
Сергей Михалок и Павел Булатников, весна 2001.

Летом 2001 был снят клип на песню «Сочи», которая, как и «Голуби», имела большой успех. На этой волне в сентябре вышел альбом Юность — самый успешный диск группы со времён Красоты. Вскоре после выхода альбома группу покинул бессменный барабанщик «Ляписов» — Алексей Любавин. Его место за ударными занял экс-участник джаз-коллектива Apple Tea Александр Сторожук.
Со временем группа начала задумываться о новом альбоме. Первые пробы записи делали ещё осенью 2002 года. В январе 2003 съездили в Киев к Евгению Ступке. Две песни из шести записанных вошли в экспериментальный макси-сингл «Чырвоны кальсоны» (май 2003), также включавший большое количество ремиксов от друзей группы. После нескольких проб «Ляписы» остановили свой выбор на минской студии «Селах», где работает Андрей Жуков. Именно он в своё время записывал первый кассетный альбом группы «Ляпис Трубецкой» Ранетое сердце.
Результатом почти года работы стал альбом Золотые яйцы (апрель 2004), звучание которого было заметно более «независимым», с достаточно сильным влиянием ска и рэгги. Ко времени его выпуска на песни «Раинька» и «Золотые яйцы» были сняты видеоклипы. В середине марта 2004 Сергей Михалок побрился наголо, объяснив этот поступок желанием начать новую жизнь. Сергей также начал активно заниматься спортом, а летом 2004 года он сбривает усы, тем самым окончательно изменив свой классический имидж. В августе 2004 появилось видео на песню «Почтальоны» (русскоязычный перепев песни группы Secret Service «Ten o’clock Postman»), снятое американским режиссёром Кевином Джексоном.
В 2004—2005 годах «Ляпис Трубецкой» активно занимается саундтреками. Команда Сергея Михалка записывает музыку к сериалу «Мужчины не плачут» и фильму «Последний забой» (оба сняты российским режиссёром Сергеем Бобровым).
Вместе с тем летом 2005 года коллектив начал работу в студии над своим очередным номерным диском. Первые новые песни («Андрюша», «Харэ») были представлены слушателям ещё до студийной записи на фестивалях «Нашествие», в Казахстане и в России, получив очень положительные отклики — сделанная в Эммаусе концертная запись «Харэ» даже попала в хит-парад «Нашего радио». Также «Ляписы» начали готовить для будущего диска дуэт с молдавской группой Zdob şi Zdub. 25 ноября 2005 года состоялся большой сольный концерт «ляписов» в клубе «Апельсин», во время которого музыканты исполнили все свои хиты, а также две новые композиции. Тогда же начались первые записи нового альбома, были записаны: «Харэ», «Андрюша», «Товарищ».
Март 2006 года ознаменовался выпуском альбома Мужчины не плачут, в который вошёл материал, записанный группой в 2004—2005 гг., в основном, саундтреки к российским сериалам.
В первой половине 2006 года в группу вернулся один из основателей коллектива — бас-гитарист Дмитрий Свиридович, заменивший мультиинструменталиста Владимира Ёлкина. В таком составе группа продолжила работу над новым альбомом, а также вновь начала гастролировать. В мае 2006 года коллектив выступил на Таврийских играх.
В ноябре новый видеоклип «Харэ» попал в ротацию различных музыкальных телеканалов. В декабре 2006 группу в очередной раз покинул Дмитрий Свиридович, а на смену ему пришёл бас-гитарист Денис Стурченко. В этот период времени группа меняет рабочее название альбома на Капитал.
В апреле 2007 года в Интернете появился анимированный клип на песню «Капитал» работы Алексея Терехова; в нём Михалок был изображён в виде многорукого божества с копилкой в форме свиньи вместо сердца, путешествовавшего на непонятном животном по всему миру, окончательно разрушенному глобализацией. Клип получил приз на церемонии RAMP в номинации «Клип года» и премию Чартова дюжина в категории «Видеоклип».
1 мая в клубе «Апельсин» состоялась презентация нового альбома Капитал. Песни в альбоме полны острой социально-политической сатиры, что ранее группе было несвойственно. В мае 2007 начались активные гастроли в поддержку нового альбома.
12 мая 2007 года в рамках программы MTV «Полный контакт» состоялся «культурный мордобой» между группами «Ляпис Трубецкой» и «Воплі Відоплясова». Победу, в итоге, одержали «Ляписы». 29 сентября 2007 года состоялась съёмка концерта группы «Ляпис Трубецкой» в клубе «Точка». Режиссёром съёмок стал В. Чижов, давний друг «Ляписов».
В январе 2008 года «Ляписы» приступили к работе над новым альбомом. 1 февраля 2008 года у группы вышла новая композиция «Манифест». 15 февраля 2008 года был выпущен первый в истории группы концертный DVD под названием «Капитал: Концерт в клубе „Точка“». В тот же день состоялся большой сольный концерт «Ляписов» в клубе «Тень». Помимо «Манифеста», группа сыграла и новую композицию под названием «Хэндэ хох» (позже переименованную в «Рок-пупсы»).
На портале «LiveJournal» состоялась премьера клипа «Золотая антилопа», который вызвал весьма противоречивую реакцию у публики.
16 февраля 2008 года «Ляписы» выступили на большом сборном концерте «Чартова Дюжина» в Санкт-Петербурге.
В мае 2008 года группа официально закрыла «год „Капитала“». 9 мая «Ляписы» дали выступление в минском Дворце Спорта, которое собрало более 7,5 тысяч зрителей и стало самым масштабным концертом группы и одним из самых масштабных сольных концертов белорусских исполнителей в Минске. 16 мая 2008 года состоялся последний концерт с программой «Капитал» — в московском клубе «Точка».
На обоих концертах музыканты представили на суд публики свои новые композиции: «Манифест», «Рок-пупсы», «Зорачкі», «Жлоб».
Премьера программы «Манифест» прошла 14 сентября 2008 года в Витебске в Летнем амфитеатре. Затем «Ляписы» отправились в свой «Манифест-тур» по России.
Первоначально выпуск альбома Manifest, работа над которым проходила в период с января по сентябрь 2008, был запланирован на 24 октября 2008 года. Однако музыканты коллектива в очередной раз приятно удивили общественность тем, что выложили свой новый альбом бесплатно в Интернете (на порталах Tut.By, Афиша.ру, Афиша.ua), причём на месяц раньше запланированной даты. Одновременно с альбомом в сети появился и первый видеоролик на композицию с нового альбома — «Жлоб». 24 октября и 21 ноября пластинка была презентована в самых больших клубах Москвы Б1 Maximum и Санкт-Петербурга (GlavClub).
7 ноября 2008 года на портале Nashe.ru состоялась премьера клипа «Ляписов» «Огоньки» (режиссёр — Алексей Терехов). Через несколько дней после этого некая «группа молодых московских коммунистов» совместила видеоряд «Огоньков» с песней команды «Ундервуд» «Очень хочется в Советский Союз» и разместила результат на главной странице официального сайта КПРФ и сайта МГК КПРФ.

19 декабря группа дала аншлаговый концерт в московском клубе Б2 — и тем самым завершила первую часть «Манифест-тура».

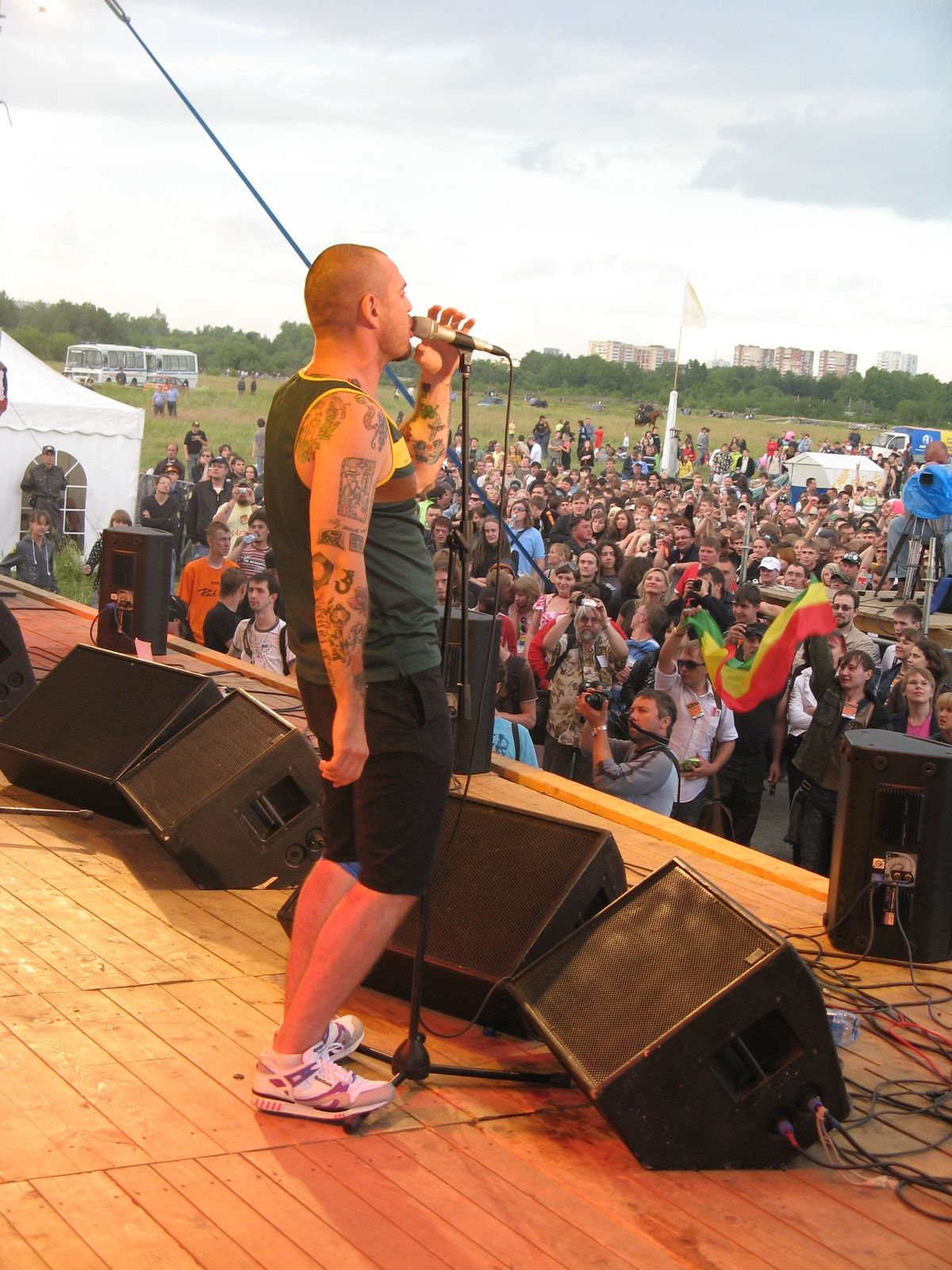
Фестиваль «Rock-Line-2009» в Перми

Начало 2009 года ознаменовалось для участников коллектива получением музыкальных наград: «ZD-Awards», «Чартова Дюжина», «Рок-коронация». 9 марта 2009 года состоялось очередное сольное выступление «Ляписов» в минском Дворце Спорта — данное мероприятие по некоторым данным собрало максимум 4 тысячи человек. Его трансляция проходила в прямом эфире белорусской интернет-радиостанции «NETradio». Были представлены две новые композиции: «Буревестник» и «Качки».
Тогда же группа приступила к записи своего очередного студийного альбома — Культпросвет.
27 марта 2009 состоялся первый DVD-релиз группы с коллекцией клипов — «Парад-Алле». В подарочное издание также вошли альбомы Капитал и Manifest с бонус-треками.
В мае 2009 года группа в первый раз отправилась на американские гастроли. «Ляпис Трубецкой» посетил ряд городов, включая Вашингтон и Бостон. По возвращении из США «Ляписы» приступили к финальной стадии записи альбома. Летом 2009 группа выступила на ряде фестивалей — «Kubana», «Уроки русского», «Навальніца», «Воздух», «Rock-Line».
24 августа 2009 года на интернет-портале «Kroogi» был опубликован для бесплатного скачивания альбом Культпросвет. Компакт-диск с альбомом Культпросвет увидел свет 1 сентября 2009 года. В первую неделю сентября альбом стал лидером продаж в магазинах «Союз» и «Республика».
28 октября 2009 года на церемонии «RAMP 2009» (награды в области альтернативной музыки) ансамбль получил сразу две статуэтки — в номинации «Клип года» («Огоньки») и «Группа года».
11 декабря 2009 года группа выступила в Москве в СК «Олимпийский» на концерте, посвящённом 40-летию группы «Машина Времени», где исполнила песню «Машины Времени» «Скворец» и собственную «Manifest». В этот же день был презентован трибьют-альбом «Машине Времени» «Машинопись», куда вошла песня «Скворец» в исполнении «Ляписов».

### 2010—2014

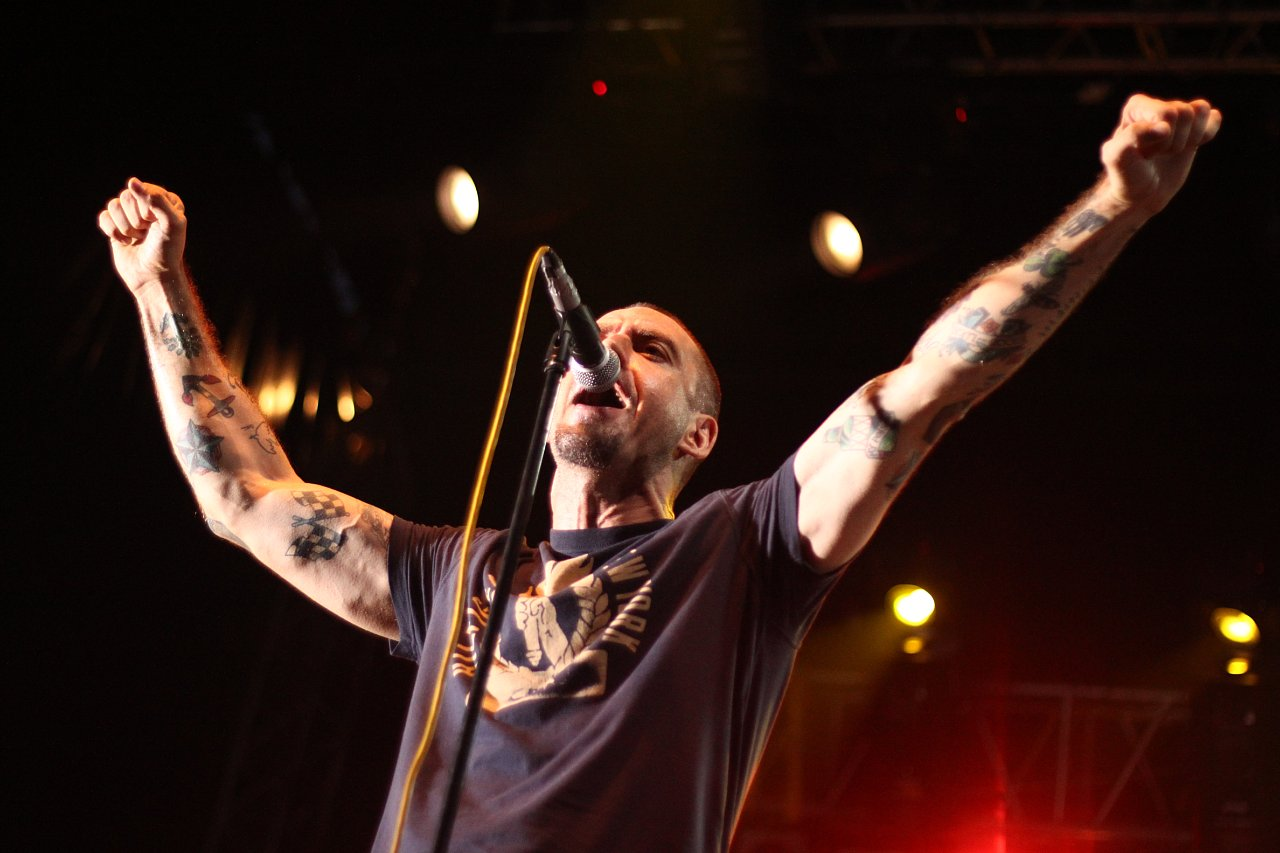
Лидер коллектива Сергей Михалок, 2010 год

«Ляпис Трубецкой» выпустил в Германии сборник Agitpop, сотрудничая с лейблом Eastblock Music. Кроме 18 треков, диск включает ремиксы на песню «Капитал» от Игоря Вдовина и Noize MC.
Летом 2010 «Ляпис Трубецкой» выступал на главной сцене в качестве одного из хэдлайнеров на фестивале Sziget В августе — один из хэдлайнеров фестивалей Доброфест и Kubana.
7 ноября группа выпустила в свет сингл «Священный огонь», состоящий из трёх новых треков, один из которых — «Африка» — является ремейком песни группы «Комитет охраны тепла».
В ноябре группу покинул трубач Павел Кузюкович; его место занял Влад Сенкевич.
1 февраля в сети появилась песня «Я верю», а 14 февраля — клип на неё. 10 февраля группа начала концертный тур, посвящённый выходу нового альбома Весёлые картинки, релиз которого состоялся 9 марта в Интернете и 14 марта на CD-носителях. В данный момент альбом бесплатно доступен для скачивания в Интернете.
В белорусской блогосфере появился список запрещённых к упоминанию в официальных СМИ «деятелей искусства и творческих коллективов». В список вошли как белорусские, так и зарубежные творческие люди. Среди них и группа «Ляпис Трубецкой». Из-за «чёрного списка» в марте не состоялись концерты в Гомеле (13 марта) и Могилёве (20 марта), также отменены концерты группы 1 и 2 апреля в минском клубе «Реактор». Отменены концерты Ляписа в Молодечно, Солигорске, Жлобине соответственно 5, 6, 10 апреля.
В мае 2011 коллектив покинул барабанщик Александр Сторожук, с которым «Ляписы» отработали целое десятилетие. Его место занял Денис Шуров, до этого игравший в белорусской команде «Без Билета».
В августе 2011 группа презентовала клип на песню «Принцесса».
В октябре в СМИ появилась информация о том, что против лидера группы может быть возбуждено уголовное дело в его родной стране за публичное оскорбление президента Александра Лукашенко, однако прокуратура заявила, что не выявила нарушений со стороны Михалка.
Предвестником нового альбома стала песня на стихи Янки Купалы «Не быць скотам!», которую «Ляписы» представили ещё в ноябре 2011 года. Релиз альбома Рабкор состоялся 1 мая.
В 2012 году «Ляпис Трубецкой» дал более ста сольных концертов с программами «Не быць скотам!» и «Рабкор», а также выступил на всех главных опен-эйрах России и стран ближнего зарубежья. Всем посетителям заключительного концерта программы Рабкор Live выдавались одноимённые диски, а «Рабкор Live» стал их первым концертным альбомом, выпущенным ограниченным тиражом.
Музыканты также стали триумфаторами российской рок-премии «Чартова Дюжина», победив сразу в трёх номинациях: «Группа», «Поэзия» и «Видеоклип». Песня «Шут» по итогам года вошла в тройку самых популярных треков хит-парада «Чартова Дюжина» («НАШЕ радио»).
2013 год группа начала с небольшого отдыха, который музыканты решили взять перед окончанием тура «Рабкор Live» в Ижевске. 31 января Сергей Михалок дал первое за год большое интервью популярному журналу «Rolling Stone», в котором сравнил Путина с Лукашенко, а также объяснил, зачем бросил пить и по какой причине не возвращается в Минск.
8 февраля состоялась премьера фильма-концерта «Рабкор Live», в который вошли лучшие моменты с презентаций Рабкора в Коктебеле, Вильнюсе, Москве, Киеве и Санкт-Петербурге. Российская интернет-премьера фильма состоялась на сайте Lenta.ru, белорусская — на TUT.BY, украинская — на LB.ua.
20 февраля 2013 года на официальном YouTube-канале группы состоялась премьера клипа «Lyapis Crew» в преддверии одноимённого тура, который стартовал 1 марта в Казани и продлился до конца 2013 года.
В августе 2013 года группа выступила на музыкальном фестивале «Кубана», в сентябре — на фестивале живой музыки «Воздух», который проходил в Карелии. В конце августа также было объявлено о выходе первого белорусскоязычного альбома-сборника под названием Грай. 6 сентября группа выступила в качестве хедлайнера на митинге-концерте в поддержку кандидата в мэры Москвы Алексея Навального.
16 октября, в честь дня рождения Олди, группы «Ляпис Трубецкой» и «Карибасы» выпустили совместный мини-альбом под названием «Oldi. Serёnity Dub».
30 ноября в Вильнюсе состоялся концерт-презентация программы «Грай». Белорусский портал TUT.BY организовал онлайн-трансляцию мероприятия, которую просмотрели 120 тыс. посетителей. 7 декабря группа выступила на «Майдане» в Киеве, поддержав протестующих против власти Януковича.
23 декабря Сергей Михалок в своём новогоднем интернет-обращении объявил название нового альбома — Матрёшка — и дату релиза: 1 марта 2014 года.
3 февраля выходит клип на песню «Матрёшка», а 1 марта 2014 года вышел и альбом группы под названием «Матрёшка».
В Пскове был отменён планировавшийся на 14 марта концерт группы. Инициатором отмены выступил псковский обком КПРФ. Пресс-служба обкома сообщала, что группа планирует представить в городе новый альбом «Матрешка», в котором «в самом неприглядном виде представлена Россия… лидеры Советского Союза».

### Распад группы
17 марта лидер группы Сергей Михалок объявил, что все весенние и летние концерты будут отыграны, но с 1 сентября группа официально прекратит своё существование.
В апреле в Интернете появилась информация о том, что во время концерта в Ижевске Сергей Михалок якобы оскорбил фаната и кричал антироссийские лозунги. Материалом для публикаций стала видеозапись во время концерта в Вуппертале (Германия), где Михалок, по его словам, лишь отреагировал на непристойное и хамское поведение группы подвыпивших людей.
1 мая группа дала концерт в Алма-Ате, куда была приглашена на мотофестиваль по поводу открытия байк-сезона. Концерт завершал мотовечер, который прошёл рядом с фестивальной площадкой в ангаре выставочного комплекса «Атакент» (бывшая ВДНХ Казахской ССР).
26 августа, во время выступления группы в Киеве на стадионе им. Лобановского, Сергей Михалок поблагодарил украинский народ за смелость.
Последний концерт группы состоялся в Санкт-Петербурге 29 августа 2014 года. 31 августа на официальном сайте группы было заявлено о прекращении существования коллектива, который просуществовал 25 лет.
1 сентября были объявлены планы музыкантов на будущее. Вместо группы «Ляпис Трубецкой» появилось два новых проекта. Проект «Trubetskoy», в котором будет петь Павел Булатников. Он забрал с собой двух музыкантов «ляписов»: гитариста Руслана Владыко и барабанщика Александра Сторожука, а также басиста Александра Мышкевича («J:морс», «Без Билета», «Крамбамбуля», Chiefsband). Первым синглом, который выпустила группа «Trubetskoy», стала песня «Ласточка». Она исполнялась на концертах группы, но при этом не была записана в студии и не выходила на альбомах «Ляпис Трубецкой». Сергей Михалок создал свой проект под названием «Brutto», который состоит как из новых музыкантов, так и из участников «Ляпис Трубецкой»: Дениса Шурова (барабанщик) и Дениса Стурченко (басист).

### Группа «Ляпис-98» (с 2016)
Создание коллектива «Ляпис-98» планировалось ещё в 2010 году, однако он был образован только 14 апреля 2016 года участниками группы «Brutto» и бывшими участниками группы «Ляпис Трубецкой», первое выступление группы состоялось 21 апреля. Специально для проекта была записана новая песня под названием «Брежнев», на неё также был снят видеоклип.
Группа является проектом Сергея Михалка и исполняет старые хиты «Ляписа Трубецкого» 1990-х и 2000-х годов. В мае 2020 года коллектив выпустил сборник неизвестных песен Ляписа Трубецкого, в который вошли 23 композиции.

### 2020-е
Группа возобновила концертную деятельность в 2022 году на фоне вторжения России на Украину. Было объявлено о благотворительном европейском туре в поддержку Украины. В июле 2022 года группа выпустила песню «Воїни світла» на украинском языке. В сентябре группа отправилась в большой благотворительный тур по Канаде и США, где отыграла 14 концертов. Вторая часть осеннего тура прошла в Польше, Чехии, Кипре, Израиле, Турции, Великобритании, Финляндии, Ирландии, Болгарии. В октябре 2022 года появились записи репетиции в Праге с кавер-версией Егора Летова «Маленький Принц», а также акустическая версия песни «Евпатория» на украинском языке. В ноябре коллектив выпустил украинскую версию песни «Гаррі» в акустическом исполнении (кавер на группу «Brutto»).

## Состав группы

### Текущий состав
- Сергей Михалок — вокал, гитара, аккордеон, перкуссия (1990—2014, с 2022), с 2016 также лидер проекта «Ляпис--98»
- Арн Гачин — электрогитара (с 2022)
- Денис Шелепов — бас-гитара, клавишные, бэк-вокал (с 2022)
- Юрий Новиков — ударные (с 2022)
- Валерий Чесноков — тромбон, бэк-вокал (с 2022)

### Бывшие участники
- Руслан Владыко — гитара, клавишные, аккордеон, бэк-вокал (1990—2014; умер в 2020)[42]
- Дмитрий Свиридович — бас-гитара (1990—1994, 1997—2001, 2003—2004, 2006)
- Алексей Загорин — саксофон (1990—1991)
- Олег Ладо — бас-гитара (1990, 1995—1996)
- Алексей Любавин — ударные (1990—2001)
- Александр Ролов — вокал, гитара (1994—1997)
- Юрий Задиран — гитара (1990—1992, 1994—1995)
- Олег Устинович — бас-гитара (1994—1995)
- Георгий Дрындин — труба (1995—2003)
- Виталий Дроздов — скрипка (1995—1997)
- Валерий Башков — бас-гитара (1996—1997)
- Павел Кузюкович — валторна (1996—2004), труба (2004—2010)
- Павел Булатников — вокал, перкуссия (1997—2014)
- Иван Галушко — тромбон, бэк-вокал (2000—2014)
- Павел Третяк — гитара (2001, 2014) (сессионно)
- Алексей Зайцев — бас-гитара (2001—2003)
- Владимир Ёлкин — бас-гитара (2004—2006)
- Денис Стурченко — бас-гитара (2006—2014)
- Владислав Сенкевич — труба, бэк-вокал (2010—2014)
- Денис Шуров — ударные (2011—2014)
- Виталий Гурков — вокал (сессионно) (2014)[43]
- Алесь-Франтишек Мышкевич — бас-гитара (2022)[44]
- Павел Величко (Рутгер) — соло-гитара (2022)
- Александр Сторожук — ударные (2001—2011, 2022)
- Андрей Барило (Барон) — саксофон (2022)

Бывший технический персонал
- Андрей Бобровко — звукорежиссёр
- Александр Ляшкевич — концертный звукорежиссёр
- Дмитрий Бобровко — техник сцены
- Александр Бергер — PR-менеджер

### Состав проекта «Ляпис-98» (с 2016)
Текущий состав
- Сергей Михалок — вокал (с 2016)
- Денис Шуров — ударные (с 2016)
- Алесь-Франтишек Мышкевич — бас-гитара, бэк-вокал (с 2019)
- Павел Величко — гитара, бэк-вокал (с 2020)
- Павел Михалок — клавишные (с 2020)
- Валерий Чесноков — тромбон, бэк-вокал (с 2020)
- Владислав Сенкевич — труба, бэк-вокал (с 2016)
- Андрей Барило — саксофон (с 2020)
- Александр Сторожук — перкуссия (с 2021)
- Валентин Жуленко — звукорежиссёр (с 2021)
- Антон Азизбекян — продюсер

Бывшие участники
- Денис Стурченко — бас-гитара (2016—2019)
- Павел Третяк[бел.] — гитара, бэк-вокал (2016—2020)
- Иван Галушко — тромбон, бэк-вокал (2016—2020)
- Александр Галушко — художник по свету (2016—2020)
- Дмитрий Бобровко — техник сцены (2016—2020)
- Андрей Бобровко — звукорежиссёр (2016—2020)
- Александр Костин — звукорежиссёр (2020—2021)
- Владимир Миндюк — техник сцены, мониторный звукорежиссёр (2020—2021)

## Дискография
- 1996 — Ранетое сердце
- 1998 — Ты кинула
- 1999 — Красота
- 2000 — Тяжкий
- 2001 — Юность
- 2004 — Золотые яйцы
- 2006 — Мужчины не плачут
- 2007 — Капитал
- 2008 — Manifest
- 2009 — Культпросвет
- 2011 — Весёлые картинки
- 2012 — Рабкор
- 2014 — Матрёшка

## Награды
На 13-й церемонии награждения лучших белорусских музыкантов «Рок-коронация» (14 марта 2009 года, Молодечно, хрустальные короны вручены в девяти номинациях): три хрустальные короны — «Песня года» («Зорачкі»), «Альбом года» («Манифест») и «Группа года».
Трижды лауреаты премии RAMP, дважды в номинации «Клип года» за видео «Капитал» (2007) и «Огоньки» (2009), а также «Группа года» (2009).
В 2012 году музыканты также стали триумфаторами главной российской рок-премии «Чартова Дюжина», победив сразу в трёх номинациях: «Группа», «Поэзия» и «Видеоклип». А песня «Шут» по итогам года вошла в тройку самых популярных треков хит-парада «Чартова Дюжина» («НАШЕ радио»).
В 2013 году «Ляпис Трубецкой» получил сразу две статуэтки белорусской премии Rock Profi.
В 2014 году группа одержала победу в номинации «Концерт» рок-премии «Чартова Дюжина»(26.10.2013, «Lyapis Crew», Stadium Live).

## Фестивали
Постоянный участник фестиваля «Нашествие» (на Большой сцене), а также других опен-эйров, среди которых международный музыкальный фестиваль «Золотая Орда» (Астрахань), Захід, KUBANA, Республика (Каменец-Подольский), Воздух (Петрозаводск), Be2gether, проходящий у литовского замка Норвилишкес на литовско-белорусской границе, «Соседний мир», проходящий в Керчи и Судаке (Крым).